# Pax Romana

Imperiul Roman în timpul Păcii romane

Pax Romana (Pacea romană) a fost o realitate istorică (un mod stabil de organizare a vieții sociale), un sistem de ordine internațională și a devenit în timp un model de structurare a raporturilor politico-militare pe spații geo-politice largi. Ca și Imperiul, Pax Romana era considerată un concept politic caracterizat de universalitate și a cărui valoare depășea frontierele propriu-zise ale statului roman.

## Originile termenului
Conceptul de Pace romană a fost descris pentru prima oară de Edward Gibbon în Declinul și căderea Imperiului Roman, în capitolul doi. Gibbon a propus o perioadă de moderație sub Augustus și succesorii săi, și a argumentat că generalii porniți pe expansiune (eg. Germanicus, Agricola și Corbulo) au fost rechemați de către Augustus, în timpul victoriilor, astfel Augustus favoriza consolidarea imperiului și nu extinderea lui. Gibbon listează cucerirea Britaniei sub împaratul Claudius și cuceririle lui Traian, ca excepții ale acestei politici de moderație, această perioadă sfârșește după moartea lui Marcus Aurelius în anul 180. În timpul Păcii romane, suprafața Imperiului Roman s-a extins cu aproximativ 5 milioane de kilometri pătrați.

## Începutul
Pacea internă corespundea unei situații economice înfloritoare și unui relativ echilibru social. Pe lângă ordinele senatorial și ecvestru, Imperiul s-a bazat și pe o puternică „clasă mijlocie“ alcătuită din: negustori, comercianți, funcționari, proprietari agricoli mici și mijlocii. Numărul sclavilor a scăzut considerabil, dar a sporit cel al fermierilor și colonilor, alte elemente de susținere a Imperiului prin contribuții fiscale, de muncă și militare.
În exterior, Imperiul a afișat, inițial, o politică de expansiune accelerată, până la Hadrianus, în primele decenii ale secolului al II-lea d.Hr. Maxima extindere teritorială s-a atins sub Traianus, când s-au conștientizat definitiv și cele trei amenințări de la frontiere: germanii, dacii și parții (În Europa de Vest, Centrală li de Est și în Orientul Apropiat); tot cam în aceeași perioadă s-a cristalizat și concepția „frontierelor naturale“ (Rin, Dunăre, Eufrat), sprijinite pe fluvii și munți și întărite prin sistemul limesurilor. Din secolul al II-lea d.Hr. Roma a optat pentru strategie conservării câștigurilor obținute și o defensivă activă la frontiere; structura de state și triburi barbare aliate sau „satelite“ (Armenia, de pildă) sprijinea acțiunea și redresarea temporară din secolul al IV-lea d.Hr. Imperiul de Apus și în cele din urmă căpeteniile lor s-au substituit autorității imperiale, Roma rămânând totuși o capitală a creștinătății și un izvor de autoritate religios-politică.
Pax Romana exprima și existența unei unități a sistemului de valori politice și cultural-religioase în Imperiu. Prin asimilarea valorilor neromane, combinate cu romanizarea populațiilor cucerite, statul multietnic cu centrul în Mediterana a forjat unitatea spirituală a zeci de milioane de oameni. Un aport esențial în acest proces l-au avut școala, administrația și armata. Legislația, la rândul ei, a uniformizat comportamentul juridic al locuitorilor Imperiului și a justificat concentrarea puterii în mâinile monarhilor din Roma și Constantinopol; această legislație a stimulat voința supușilor de a fi cetățeni romani - ca și mândria lor - și a favorizat atașamentul față de statul roman și patria comună. Prin romanizarea unor popoare italice, celtice, tracice, ilire - inclusiv a geto-dacilor - s-a obținut o omogenizare etno-culturală a Imperiului (cu excepția Orientului), proces cu urmări decisive în apariția popoarelor romanice moderne.
Împărații, asistați de legiști, au patronat apariția și dezvoltarea ideologiei imperiale, propulsând la loc de cinste conceptul de Pax Romana (pace, ordine, civilizație, prosperitate, respectul persoanei și proprietății, toate opuse haosului, „barbariei“ și nesfârșitului război). Ei sunt garanții păcii. La Roma s-a ridicat un mare altar al păcii auguste (Ara Pacis Augustae), reprodus și pe monede; cultul păcii se celebra împreună cu altele oficiale, de două ori pe an.
Pacea romană, asociată personalității împăratului și strălucirii Romei Eterne, a fost și un subiect predilect al artei oficiale. Comenzile de stat și cele ale particularilor (mecenatul, de la Mecena, un apropiat al lui Augustus) au transformat Roma (un milion locuitori) într-un impresionant centru arhitectural, emanând forță și perenitate: Casa de Aur (palatul lui Nero), edificiile Capitoliului, Mausoleul lui Augustus, Circus Maximus, Colloseumul, Forul lui Traianus, Columnele lui Traianus și Marcus Aurelius. După modelul său se vor înălța construcții impunătoare la Constantinopol, Sirmium, Nicomedia, Salonic etc.